# 因民镇
因民镇是中国云南省昆明市东川区下辖的一个镇。

## 行政区划
因民镇下辖以下地区：
老来红社区、因民社区、牛厂坪村、田坝村、桃树坪村、小水井村、炉灯村、青龙山村、槽子街村、大箐村、红山村、瓦岗寨村、天生塘村、火麻箐村和联盟村。